# Steinmanella vacaensis
Steinmanella vacaensis es una especie de molusco bivalvo marino fósil de la familia Trigoniidae que vivió en el Cretácico inferior, entre el Hauteriviano y el Barremiano. Se caracteriza por tener una concha grande, alargada y gruesa, además de ornamentación pronunciada. Fue encontrada en Chile y Argentina. En Argentina, es común en estratos geológicos pelíticos del Miembro Agua de la Mula de la Formación Agrio.

## Descripción
Es un bivalvo con un hábito infaunal a semi-infaunal de grandes dimensiones (puede alcanzar más de 100 mm) y una marcada elongación anteposterior. Su flanco está ornamentado por costillas que pueden ser casi rectas, fuertemente o suavemente curvadas.

## Hábitat
S. vacaensis fue hallado en estratos geológicos depositados en un mar conectado con el océano Pacífico, cuando aún no se había erigido la Cordillera de los Andes. Las sedimentitas del Miembro Agua de la Mula fueron depositadas en un ambiente marino off-shore, en aguas relativamente poco profundas. Son frecuentes en este miembro varios tramos dominados por tormentas, en los que se reconocen, entre otras estructuras sedimentarias, excelentes ejemplos de escapes de agua, estratificación cruzada y estratificación ondulada.